# ACM期刊
ACM期刊（英語：Journal of the ACM，简称）是计算机协会的官方学术刊物。其内容经同行评审，并廣泛覆蓋计算机科学，特别是理论領域。通常该期刊只登载那些对计算机科学有深远影响的论文。
該刊物始創於1954年。目前的主编是康奈爾大學的依娃·塔多斯。